# Umeda Sky Building
Umeda Sky Building (梅田スカイビル, Umeda Sukai Biru), är den sjunde högsta byggnaden i Osaka, Japan. Det är en kontorsbyggnad som består av två 40 våningars torn som förenas vid de två översta våningarna med en plattform och rulltrappa som går över den atriumliknande ytan i mitten som innehåller trädgårdsanläggningar med gångstigar.
Den 173 meter höga byggnaden är ritad av arkitekten Hiroshi Hara och byggdes av Takenaka Corporation 1993. 